# 傳記
傳記（英語：biography），是文學體裁的一種，也是早期文學的重要形式之一。傳記並非只是書，也有可能是電影。此外，傳記與小說的分別是相當不同的，雖然許多傳記具有小說的形式，但提到傳記時，還是以「非小說」為定義。傳記即記載一個人的人生，即記載曾經發生在那人生上的事。可以是自傳，亦可以用第三者角度去寫。無論如何，傳記所記載的，都是真實的而並不是虛構。
傳記所記載的並非僅是個人傳記，有時是一個重要團體的紀錄，如中國的十七史百将传，傳記有相當多種的書寫角度，通常依該人物的特性而不同，如政治人物的傳記，會著墨在於他所參與的重要政治事件和歷史事件，而演員的傳記就往往加強描寫經歷與羅曼史，至於科學家的傳記，就著重在他的教育背景，科學成就上面。傳記之中，也包含了自傳。狹義的自傳是由本人寫作而成，然而今日許多知名人物的自傳都由傳記作家代筆，並非他們親筆寫就而成。

## 目的
傳記是某人物人生的真實故事，解釋人物行為背後的原因和動機，詮釋人物的經歷和遭遇，甚至生命的意義。

## 「傳記」在印歐語系中的拼寫
「傳記」一詞在印歐語系語言中的寫法都很像，因為它們都是源於希臘文「 生命」和「 書寫」，再將這兩字羅馬化（變成「bios」和「graphia」）。兩字合起來就解作「記錄（某人的）一生」。以下列舉「傳記」在18種文字的寫法：
{{column|4|
- 波斯尼亞語：Biografija
- 捷克語　　：Biografie
- 丹麥語　　：Biografi
- 德語　　　：Biografie
- 西班牙語　：Biografía
- 法語　　　：Biographie
- 意大利語　：Biografia
- 拉丁語　　：Biographia
- 拉脫維亞語：Biogrāfija
- 立陶宛語　：Biografija
- 馬來語　　：Biografi
- 荷蘭語　　：Biografie
- 挪威語　　：Biografi
- 波蘭語　　：Biografia
- 葡萄牙語　：Biografia
- 斯洛伐克語：Biografia
- 瑞典語　　：Biografi
- 土耳其語　：Bgcychiv

Husband via game group is based just outside city limits currently near its borders with other countries

## 傳記分類
傳記文體包括一般的傳記、自傳、評傳、人物小傳、人物特寫、回憶錄、年譜、小說化的傳記等。不過通過寫作途徑可作出以下分類（只列出部分）：

### 以寫作途徑為分類
- 自傳體傳記：這是某一個人物自己記載自己生活經歷的文章。記載自己前半生或大半生的生活經歷的一般稱為自傳[1]。作者表達出自己的人生故事，強調對人、地、事、物的感情、看法；直接與讀者分享自己的人生體驗[2]。如《馬克·吐溫自傳》、溥儀的《我的前半生》、張愛玲的《小團圓》等。
- 回憶體傳記：這類傳記的作者往往是被立傳者的親屬、朋友、同事或部屬，他們主要是通過自己的回憶記載被立傳者的生平與事蹟。
- 採訪體傳記：這類傳記的撰寫人，一般與被立傳者原來並無交往，或者是與被立傳者相隔幾代的後人，他們主要靠採訪被立傳者的親友，蒐集被立傳者的各類資料，然後經過作者取捨、創造，形成傳記。如羅曼·羅蘭的《名人傳》、魏巍的《鄧中夏傳》等。
- 筆記體傳記：輯合軼事，再加以選擇、剪裁。編者會有意記錄史傳和碑誌容易忽略的方面，以呈現被立傳人的更為完整的形象。如朱熹所編《八朝名臣言行錄》[3]。
- 融合類傳記：如瑞典電影明星英格麗·褒曼和美國作家阿倫·吉伯斯合著的《英格麗·褒曼傳》是自傳體和採訪體融合在一起的一本傳記書籍。
- 其他類傳記：在傳統的散文體傳記外，還有一些特殊體例的傳記。比如《被隱喻的四月——徐志摩詩傳》就是中國文學史上第一部詩體類傳記。

### 以寫作目的做分類
- 評傳：主要是作者分析對象，語調比較疏離，甚至帶有質疑；其寫作理性方面重於感性方面。評傳的創作重點不是在於築構栩栩如生的人物，而是通過寫出人物經歷來評論人物[2]。
- 學術傳記：主要是直接收集、呈現事實，語調通常疏離，但公正；學術傳記的戲劇性不強烈，非針對外行讀者[2]。
- 一般傳記：主要是對對象人生的重建，作者提供歷史舞台，讓人物故事展開，重新組建人物的人生經歷。一般傳記需要心理剖析，也需要高度良好判斷。這種傳記既不可過度評論，以致枯燥，亦不能流於任意、武斷、情緒化；其要求感性、理性並重[2]。

## 傳記要素
傳記要素包括了：人物塑造、細節、條理、視點、語調。
- 人物塑造：運用小說手法塑造人物，直接或間接地描寫人物性格、情感、行為、樣貌等元素。
  - 直接塑造：作者直接寫出人物的樣貌、行為、思想等。
  - 間接塑造：作者寫其他人對傳主的態度、反應；寫被立傳主的言行，但不加評論。間接塑造目的是為讓讀者自己判斷。
- 細節：傳記細節是為了提供更多資訊。細節來源可以為：書信、訪問、被立傳主的寫作、日記。要注意的是，細節不是一切，挑選、編排、檢視材料，和個人意見同樣重要。
- 條理：多數傳記作家依時序，編年寫傳例如，人物自出生到死亡，按順敘寫。但，也可以在關鍵時刻加上插敘，作回顧、補充、分析；傳記開端也可以作插敘、甚至倒敘，選擇戲劇性的一點作始。
- 視點：幾乎所有傳記均以第三人稱寫作；而自傳以第一人稱寫作，敘事人就是傳中人。自傳中，讀者只能知道作者記得、所感、承認、願意交代的事。
- 語調：需要注意的是，傳記的語調須保持統一，作者對人物的態度保持一致。

## 古代傳記

### 中國
中國古時的「紀傳體」是以人物傳記為中心而編輯的史書體裁。創始於漢代司馬遷所著的史記，其本紀記述帝王事蹟，兼以排比大事；列傳記錄社會各階層的人物及四方諸夷。為歷代修撰正史所採用。
中國古代的傳記主要為史傳，可分為：本紀（專門紀錄皇帝、帝王的事蹟）、世家（主要敘述諸侯或特殊人物的事蹟）、列傳（用於記錄一般人臣或庶民事蹟；也有時會用於記錄少數民族或其他國家的事蹟）。傳統的傳記記述一般不會記載生者。

### 西方
西方最早的傳記多為宗教性質，如《聖經》中很多章節都是傳記的形式，《使徒行传》就是其中一個例子。

### 引用
1. ↑  林幸謙. . . 中華書局(香港)出版有限公司. 2015-03-12  [2018-11-04]. ISBN 9789888310890. （原始内容存档于2020-04-12） （中文）.
2. 1 2 3 4 5  楊宏通. . 香港城市大學. （原始内容存档于2018-11-08）.
3. ↑  朱剛.  (PDF). 清華學報. June, 2018, 新48卷 (第2期): 第225~242頁  [2018-11-04]. doi:10.6503/THJCS.201806_48(2).0001. （原始内容存档 (PDF)于2018-11-04） （中文（臺灣））.

### 來源
- Casper, Scott E. . Chapel Hill: University of North Carolina Press. 1999. ISBN 978-0-8078-4765-7.
- Heilbrun, Carolyn G. . New York: W. W. Norton. 1988. ISBN 978-0-393-02601-6.
- Hughes, Kathryn.  (PDF). Journal of Historical Biography. 2009, 5: 159–163  [2016-02-01]. ISSN 1911-8538. （原始内容存档 (PDF)于2013-06-03）.
- Kendall, Paul Murray. . .   [2018-08-21]. （原始内容存档于2020-12-11）.
- Lee, Hermione. . Oxford University Press. 2009. ISBN 978-0-19-953354-1.
- Manovich, Lev. . Leonardo Book Series. Cambridge, Massachusetts: MIT Press. 2001. ISBN 978-0-262-63255-3.
- Meister, Daniel R. "The biographical turn and the case for historical biography" History Compass (Dec. 2017)  DOI: 10.1111/hic3.12436  abstract （页面存档备份，存于）
- Miller, Robert L. . Miller, Robert L.; Brewer, John D.  (编). . London: Sage Publications: 15–17. 2003. ISBN 978-0-7619-7133-7.
- Nawas, John A. . Meri, Josef W.  (编).  1. New York: Routledge: 110–112. 2006. ISBN 978-0-415-96691-7.
- Regard, Frédéric (编). . Saint-Étienne, France: Publications de l'Université de Saint-Étienne. 2003. ISBN 978-2-86272269-6.
- .  3: 718–719. 1918.
- Roberts, Brian. . Understanding Social Research. Buckingham, England: Open University Press. 2002. ISBN 978-0-335-20287-4.
- Stone, Albert E. . Philadelphia: University of Pennsylvania Press. 1982. ISBN 978-0-8122-7845-3.
- Zinn, Jens O.  (Working paper 2004/4). Canterbury, England: Social Contexts and Responses to Risk Network, University of Kent. 2004.

## 延伸阅读
[在维基数据编辑]
 《欽定古今圖書集成·理學彙編·文學典·傳部》，出自陈梦雷《古今圖書集成》

## 外部連結
- "Biography" （页面存档备份，存于）, In Our Time, BBC Radio 4 discussion with Richard Holmes, Nigel Hamilton and Amanda Foreman (June 22, 2000).